# XHIPN-FM
XHIPN-FM 95.7 MHz Radio IPN es la estación de radio del Instituto Politécnico Nacional. Transmite desde la Escuela Superior de Ingeniería Mecánica y Eléctrica (ESIME) Culhuacán con 0.1kW de potencia en el 95.7 de frecuencia modulada para la Ciudad de México y por internet para el resto del mundo. 

## Historia
En 1984 XHUPC-FM comenzó transmisiones, como parte del programa de prácticas de los estudiantes de la Escuela Superior de Ingeniería Mecánica y Eléctrica (ESIME).
El 25 de febrero de 1987, la Secretaría de Comunicaciones y Transportes otorgó autorización a la ESIME, Unidad Culhuacán, para instalar y operar el equipo transmisor de la frecuencia 95.7 MHz. con 20 watts de potencia y distintivo de llamada XHUPC.
El 27 de abril de 2017, se estableció el Acuerdo 03/2017 para formalizar la creación y operación de la Estación de Radiodifusión XHUPC-FM, 95.7 MHz., del Instituto Politécnico Nacional.
En marzo de 2019, el Instituto Federal de Telecomunicaciones autorizó el cambio de llamada a XHIPN.
XHIPN-FM, 95.7 MHz, Radio IPN, transmite las 24 horas del día, los 365 días del año.
Actualmente, Radio IPN pertenece a la Red de Radios Universitarias de México (RRUM), a la Red Internacional Universitaria (RIU), a la Red de Radiodifusoras y Televisoras Educativas y Culturales de México y a Radio Francia Internacional.
Tiene como objetivo ofrecer y atender el servicio de radiodifusión y divulgación de la educación, investigación científica y tecnológica, cultura, extensión y gestión del Instituto Politécnico Nacional, así como de sus programas de interacción con los sectores público, social, privados y demás afines a su creación, en congruencia con las normas, políticas y lineamientos de su creación.

## Perfil musical
XHIPN, 95.7 FM, ofrece una propuesta de música del mundo como cultura, no como género. Abarca diversas creaciones de los pueblos con ritmos, interpretaciones contemporáneas y fusiones que muestran un amplio panorama musical, desde el reggae y el tango, hasta los tambores africanos, la cumbia psicodélica o la música tradicional mexicana con nuevas interpretaciones que nos trasladan a diversos espacios. 95.7 FM ofrece folk tradicional irlandés y celta con propuestas novedosas.
La Fonoteca actual de Radio IPN se conforma por acervos musicales de distintos géneros, épocas y países. No hay fronteras, porque los ritmos y géneros no tienen límite. En general, música del mundo que refleja la diversidad cultural.
En cuanto a programas, Radio IPN se ha preocupado por hacer radio para todos los oídos y entregar a su audiencia una programación diversa haciendo la mezcla perfecta entre radio hablada y musical.
Sus programas son: Más ciencia, La gloria deportiva, Acceso 95.7, Nerdología, Sin fronteras, Covalencias, Las rutas del Rock, Experiencia IPN, Repartiendo el Queso, Encuadre 95.7, Tren del Jazz, Decibel Sintético, Canciones y cuentos de Gabilondo Soler, Once noticias, Once niñas y niños, Canto de Cenzontles y Conciertos de las OSIPN.